# Оконін (Рипінський повіт)
Оконін (пол. Okonin) — село в Польщі, у гміні Бжузе Рипінського повіту Куявсько-Поморського воєводства.
Населення — 163 особи (2011).
У 1975-1998 роках село належало до Влоцлавського воєводства.

## Демографія
Демографічна структура станом на 31 березня 2011 року:
|          | Загалом | Допрацездатний вік | Працездатний вік | Постпрацездатний вік |
| -------- | ------- | ------------------ | ---------------- | -------------------- |
| Чоловіки | 80      | 14                 | 57               | 9                    |
| Жінки    | 83      | 13                 | 46               | 24                   |
| Разом    | 163     | 27                 | 103              | 33                   |